# DUREN (ブランド)
DUREN （デューレン） は、2013年に創業したバッグブランド。ラセンス株式会社が展開。現在は日本とフランスに拠点がある。

## 概要
ファッションプロデューサー松川昌起よって2013年にスタートし、革新的なレザー「クリンクルレザー」を使用したファーストコレクションをイタリアの展示会「PITTI UOMO」で発表。2016年にはイタリアの「A'Design Award」受賞。同年日本では「グッドデザイン賞」を受賞。2017年には「デザイン界のオスカー賞」と言われる「iF Design Award」を受賞して注目を集める。2018年にはフランス・パリに支社を設立。同年パリのマレ地区にフラッグシップストアをオープンした。2019年には彼らの地元・京都に２号店となるコンセプトストアをオープンした。

## 主なコレクション
DUREN
メインライン
DUREN/DJA
アートディレクターDavid Jamesとのコラボレーションライン
DUREN/SHANTELLMARTIN
NYで活躍しているグラフティアーティスト、ShantellMartinとのコラボレーションライン
DUREN/Benoît-Pierre Emery
フランスのアートディレクターBenoît-Pierre Emeryとのコラボレーションライン